# チェコ国立銀行
チェコ国立銀行（チェコこくりつぎんこう、チェコ語：Česká národní banka）はチェコの中央銀行、金融市場監督機関。プラハに本店を置き、総裁はアレシュ・ミハルが務めている。

## 任務
チェコ国立銀行法では銀行の主たる目的は物価の安定である。その次にあげられる目的は持続可能な経済成長を支えることである。また金融政策波及メカニズムではインフレターゲットが導入されており、目標インフレーション率を年間3.0%に設定している。

## 金融政策
- 割引率：2.75%
- レポ・レート（2週間）：3.75%
- ロンバート・レート：4.75%

2008年2月7日に金融政策を更新し、ベンチマーク金利を25bp引き上げた。
金融機関は設定された割引率で過剰な流動性資金をチェコ国立銀行にオーバーナイト預金を行うことができ、またロンバート・レートで資金のオーバーナイト借入を行うことができる。このため2つの金利は短期金融市場金利の回廊となっている。さらにチェコ国立銀行では基準期間2週間の売り戻し条件付き買いオペ (REPO) の形態で公開市場操作を実施する。近年チェコ国立銀行は過剰な流動性資金を吸収している。この狙いは経済活動やキャピタル・フロー、インフレーションに影響を与える短期金利を操ることである。